# Pandemia di COVID-19 a Macao
Il primo caso della pandemia di COVID-19 a Macao, regione amministrativa speciale della Cina, è stato confermato il 22 gennaio 2020. Il 5 maggio 2023, l'Organizzazione mondiale della sanità dichiara ufficialmente la fine della pandemia.

## Cronologia

### Dicembre 2019
Il 31 dicembre, il Bureau della Sanità di Macao venne informato dalla Commissione nazionale di Sanità di una epidemia di polmonite sconosciuta nella città di Wuhan. Ai residenti venne chiesto di evitare panico eccessivo e di essere consapevole delle norme igieniche da tenere in queste situazioni. A tutti i viaggiatori verso Wuhan venne suggerito di evitare ospedali locali e contatti con persone malate.

### Gennaio 2020
Il 22 gennaio 2020 Macao conferma i primi due casi di infezione da COVID-19, un uomo di 66 anni e una donna di 52 entrambi provenienti da Wuhan.
La mattina del 26 gennaio il Bureau della Sanità di Macao conferma altri tre casi: si tratta di una donna di 58 anni proveniente da Hong Kong, infettatasi dopo aver soggiornato a Wuhan, e di due donne rispettivamente di 21 e 39 anni arrivate a Macao tramite il Ponte del Fiore di Loto, ponte che collega Macao all'isola di Zhuhai, nella provincia cinese del Guangdong. Tutte e tre risultavano essere residenti a Wuhan. Da quel momento il Governo di Macao impone la chiusura di tutte le scuole e università, introducendo controlli alla frontiera più severi che prevedono anche il controllo della temperatura. Per prevenire la diffusione del virus, il Governo decide anche di chiudere diversi luoghi di assembramento quali luoghi di intrattenimento e di annullare eventi organizzati per il Capodanno cinese.
Il 27 gennaio viene confermato il sesto caso di infezione, un ragazzo di 15 anni figlio di uno dei precedenti casi confermati. Il giorno seguente viene annunciato il settimo caso, una donna di 67 anni, residente a Wuhan, che aveva viaggiato a Canton prima di giungere a Macao.

### Febbraio 2020
Durante il mese di febbraio a Macao non si verificano nuovi casi di contagio, i quali rimangono fermi a 10.

### Marzo 2020
Il 6 marzo il Governo di Macao dichiara che tutti i 10 casi di infezione sono risultati guariti, affermando di non avere più casi di contagio attivi e confermati al momento. Nonostante tutto, il Governo dichiara che ci sono al momento 224 persone in isolamento, 6 in quarantena e 58 residenti di Macao recentemente tornati dalla Corea del Sud o dall'Italia.
Il 7 marzo il Governo filippino annuncia un'operazione di rimpatrio per 167 lavoratori filippini residenti a Macao.
Il 15 marzo viene registrato un nuovo caso di contagio importato dal Portogallo. Si tratta una lavoratrice coreana residente a Macao che si era recata nella città di Porto a far visita alla famiglia del suo ragazzo. La donna aveva in precedenza lasciato Macao il 30 gennaio, ritornandoci il 13 Marzo con un volo con scalo a Dubai e destinazione finale Hong Kong. Ha fatto ritorno a Macao tramite il ponte Hong Kong-Zhuhai-Macao. In seguito quel giorno ha iniziato a mostrare i primi sintomi, tosse, che sfociarono poi in febbre che la costrinsero all'ospedalizzazione il 15 marzo.
Il 17 marzo vennero confermati due nuovi casi. Un uomo d'affari spagnolo di 47 anni, recatosi a Macao per affari, è risultato positivo dopo il suo arrivo nella città. Era partito da Madrid con un volo diretto a Pechino, con scalo a Mosca, il 15 di marzo. Il giorno successivo si è imbarcato su un volo diretto a Macao da Pechino, arrivando a Macao alle ore 20. Il secondo paziente risultato positivo è una donna di 20 anni residente a Macao facente ritorno dal Regno Unito, dove studiava. La ragazza partì da Londra con un volo diretto a Hong Kong, facente scalo a Kuala Lumpur, la notte del 16 marzo. Al suo arrivo al ponte Hong Kong-Zhuhai-Macao alla ragazza venne misurata la temperatura e, dato il riscontro di febbre, venne immediatamente portata all'ospedale per accertamenti. In seguito a vari test, la ragazza è risultata positiva.
Il 18 marzo il Governo di Macao annuncia la positività di altri due pazienti: una donna indonesiana di 42 anni volata da Giacarta a Hong Kong è stata fermata dalle autorità sanitarie sul ponte Hong Kong-Zhuhai-Macao in quanto risultava avesse 38.1 di febbre e, quindi, immediatamente portata all'ospedale apposito per il trattamento di malati di COVID-19, il Conde de San Juanário Hospital, dove a seguito di test è risultata positiva. Il secondo caso, invece, corrisponde ad un lavoratore filippino di 31 anni residente a Macao che ha fatto ritorno nelle Filippine il 27 gennaio 2020, rimanendoci fino al 15 marzo. Il 17 marzo, dopo aver fatto ritorno a Macao, si reca all'ospedale per le cure d'emergenza Jinghu per un mal di denti che si protraeva da tre giorni e un'eruzione cutanea comparsa il giorno precedente. Dopo avergli eseguito diversi test, l'uomo è risultato essere positivo al COVID-19.
Il 19 marzo vengono annunciati altri due casi di positività, entrambi dovuti a contagi contratti in Paesi esteri. Il primo è una ragazza di 19 anni residente a Macao, di ritorno da Londra dove si era recata per un periodo di studi. Poiché proveniente da un Paese estero, la ragazza è stata messa in quarantena domiciliare per un periodo di 14 giorni e sottoposta a diversi test. A seguito dei test la ragazza è risultata positiva e, quindi, portata in isolamento all'ospedale Conde S. Januário nonostante avesse solo sintomi lievi e non mostrava alcun segno di malattia. Il secondo caso, invece, è un bambino indonesiano di 11 anni, figlio della donna identificata come 14º caso di positività da COVID-19 a Macao.
Il 21 marzo viene reso noto dal Governo del 18º caso di contagio. Si tratta una donna residente a Macao di ritorno da New York. Ai controlli predisposti sul ponte Hong Kong-Zhuhai-Macao le è stata riscontrata della febbre e, di conseguenza, portata immediatamente in isolamento all'ospedale Conde S. Juanário per ulteriore accertamenti. Dopo essere risultata positiva al COVID-19, le sue condizioni si sono aggravate a causa della comparsa della polmonite.
Il giorno seguente, il 22 marzo, vengono confermati ulteriori 3 casi di positività, tutti derivati da infezioni contratte all'estero. Il primo è un ragazzo di 19 anni residente a Macao, studente negli Stati Uniti e figlio della donna risultata positiva e indicata come 18º caso. Il ragazzo, mentre si trovava negli Stati Uniti, aveva viaggiato dal Connecticut al Messico, tornando poi a New York da dove è ripartito per arrivare ad Hong Kong. Prima della partenza da New York, il ragazzo aveva avuto alcuni sintomi tra i quali sensazione di freddo e stanchezza. Dopo che ai controlli di frontiera la madre è risultata positiva, il ragazzo ha chiesto di essere sottoposto al test e, di conseguenza, posto in isolamento all'ospedale Conde S. Juanário, dove i medici lo hanno diagnosticato come positivo al COVID-19. Il 20º caso è risultato essere un ragazzo di 20 anni con doppia nazionalità portoghese e macaense, il quale ha contratto la malattia nel Regno Unito dove si trovava per motivi di studio. Al suo arrivo a Macao, dopo essere stato messo in quarantena in una struttura alberghiera come previsto dal governo, i tamponi preliminari eseguiti a tutti coloro che tornano dall'estero hanno mostrato positività. Il ragazzo è stato trasferito in ambulanza dall'hotel all'ospedale Conde de San Juanário dove gli è stata notificata la positività al COVID-19. Il 21º caso è, invece, una cittadina di Macao di 20 anni di ritorno dall'Inghilterra tramite un volo che ha fatto scalo a Bangkok per poi arrivare a Hong Kong.
Il 23 marzo si aggiungono alla lista altri quattro casi di positività, tutti dovuti a contagi di ritorno. Il primo è un cittadino di Macao di 44 anni di ritorno dall'Irlanda. Il secondo e il terzo sono entrambi cittadini macaensi di ritorno dall'Inghilterra, rispettivamente di 12 e 21 anni. Il quarto caso di positività riscontrato è, invece, una cittadina indonesiana di 41 arrivata ad Hong Kong da Giacarta. A seguito del tampone preventivo, la donna è risultata positiva e trasferita all'ospedale Conde de San Juanário con sintomi lievi.
Nella giornata tra il 24 e il 25 marzo il Bureau della Sanità di Macao dichiara altri 5 casi di contagi da ritorno. La prima è una cittadina di Macao di 17 anni che stava studiando in Inghilterra che, insieme al fratello maggiore, è partita da Londra prendendo un volo diretto a Dubai, da dove poi è ripartita in direzione Bangkok. Da Bangkok i due hanno volato fino all'Aeroporto internazionale di Macao dove, per prassi, i due sono stati esaminati e sottoposti a quarantena in strutture designate dal Governo. Dai test la ragazza è risultata positiva e posta in isolamento all'ospedale di Conde S. Juanário mentre il fratello, negativo ma considerato a rischio, è stato posto in isolamento per 14 giorni nel centro di sanità pubblica di Coloane. Il 27º caso riguarda un cittadino macaense di 28 anni, rimpatriato con un volo governativo dall'Inghilterra. Al suo arrivo a Macao è risultato positivo ai test. Anche il 28º caso, un cittadino di Macao di 18 anni, era di ritorno dall'Inghilterra dove si trovava per motivi di studio e, ai controlli alla frontiera, è risultato positivo al test. È al momento in isolamento al Conde S. Juanário. Il 29º caso, invece, corrisponde ad una cittadina di Macao di 15 anni rientrata dall'Inghilterra dove risiedeva per motivi di studio. L'ultimo caso riguarda un cittadino australiano di 52 anni che, insieme alla moglie, aveva viaggiato dapprima a San Francisco per poi recarsi a Londra. Dopo un soggiorno nella capitale inglese, la coppia ha preso un volo in direzione Hong Kong con l'intenzione di soggiornare a Macao 4 giorni, arrivando nella città prima che venne predisposta la quarantena obbligatoria per tutti coloro che hanno soggiornato in Paesi stranieri. Nel tragitto verso Hong Kong per riprendere un volo di ritorno per l'Australia, alla coppia fu negato l'accesso e rimandati indietro a Macao dove, per via delle nuove misure di contenimento, la coppia venne posta in quarantena in un hotel e testati per vedere la positività da COVID-19. A seguito di test, l'uomo risulta positivo mentre la moglie, considerata soggetto a rischio, è stata spostata al centro di sanità pubblica di Coloane per 14 giorni dove sarà sottoposta a continui controlli clinici.
Il 26 marzo altri due casi di positività da ritorno vengono confermati: un uomo di 31 anni ed una donna di 37 entrambi di cittadinanza filippina residenti a Macao per motivi lavorativi. Il primo ha presentato sintomi lievi, quali congestione nasale e lieve tosse, mentre la donna è risultata essere il primo caso asintomatico registrato a Macao. Entrambi sono stati spostati in isolamento all'ospedale Conde de S. Juanário.
Il 27 marzo un altro cittadino di Macao di ritorno dalle Filippine risulta positivo ai test, non mostrando però alcun sintomo e divenendo il secondo caso asintomatico riscontrato. Con lui il numero totale di casi riscontrati sale a 34, dei quali 10 sono risultati guariti e dimessi.
Il 28 marzo vengono comunicati altri 3 casi di positività, tutti riconducibili a contagi importati. Il primo è un cittadino macaense di 19 anni, studente di medicina in Inghilterra. Dopo essere atterrato all'aeroporto di Hong Kong, si è recato a Macao tramite il ponte Hong Kong-Zhuhai-Macao ma, a causa di sintomi già comparsi quali febbre e congestione nasale, il ragazzo è stato immediatamente trasferito immediatamente al reparto di malattie infettive del Conde de S. Juanário dove, a seguito di test, è stata confermata la sua positività. Il secondo caso riscontrato quel giorno riguarda un cittadino di Macao di 21 anni ritornato dal Portogallo il 15 marzo. Il ragazzo aveva mostrato i primi sintomi già dal 17 marzo, tutti in forma lieve, quali febbre e mal di testa. Come previsto dalle autorità macaensi, il ragazzo era sottoposto a quarantena domiciliare di 14 giorni poiché ritornato da Paese estero e continuamente sottoposto a osservazione medica. Il 27 marzo, per via della situazione medica che non presentava alcun miglioramento, il ragazzo viene sottoposto a tampone e risulta positivo al COVID-19. L'ultimo caso corrisponde ad un cittadino di 32 anni con doppia cittadinza portoghese-macaense, fidanzato della ragazza coreana risultata essere l'11º caso di positività riscontrato a Macao. Dopo essere tornato dal Portogallo, dove aveva fatto visita alla famiglia, fa ritorno a Macao il 14 marzo e posto immediatamente sotto osservazione in quanto ha avuto contatti con un paziente positivo. Gli vengono effettuati diversi test dal 16 marzo e il 28 marzo viene promulgata la notizia che conferma la sua positività. Il numero totale di contagiati sale, quindi, a 37, dei quali 10 risultano completamente guariti.
Il 29 marzo il governo di Macao conferma il 38º caso di positività, un cittadino macaense di 44 anni ritornato il dall'Inghilterra il 18 marzo. Come previsto dalle autorità, l'uomo è stato messo inizialmente sotto osservazione in una struttura dedicata Il primo test su di lui effettuato il 21 marzo risultò negativo. Il 27 marzo inizia a mostrare i primi sintomi, tra i quali debolezza, tosse e febbre. Venne nuovamente sottoposto al tampone il 29 marzo, risultando positivo al COVID-19, venendo quindi sottoposto in isolamento all'ospedale Conde de S. Juanário.
Il 30 marzo il Governo conferma il 39° infetto, una cittadina macaense di 9 anni ritornata dalle Filippine e figlia del 34° paziente, risultato positivo ma asintomatico. La bambina è stata messa in isolamento al Conde de San Juanário.
Il 31 marzo vengono confermati ulteriori due casi, madre e figlio rispettivamente di 47 e 20 anni di ritorno dall'Inghilterra. I due sono atterrati ad Hong Kong il 27 marzo e hanno raggiunto Macao con un bus di sicurezza appositamente pensato per far rientrare i cittadini da Hong Kong a Macao durante l'emergenza sanitaria. Sono risultati positivi a seguito di test obbligatorio ai quali sono sottoposti tutti i cittadini di ritorno da Paesi esteri. Il numero dei casi totali risulta, quindi, pari a 41.

### Aprile 2020
Il 3 aprile viene rilasciata la notizia di un ulteriore caso di contagio, il 42°. Si tratta di un uomo di 58 anni con doppia cittadinanza macaense e hongkonghese il quale, tra il 5 e il 16 marzo, ha viaggiato per motivi lavorativi a Bangkok. Al suo ritorno è rimasto in una residenza ad Hong Kong quando, il 30 marzo, si è diretto a Macao. Ai controlli di frontiera l'uomo non ha mostrato né sintomi né temperatura corporea elevata e viene per questo mandato in una struttura alberghiera per osservare un periodo di isolamento di 14 giorni, durante i quali sarebbe stato sottoposto a continue osservazioni mediche. A seguito di test, l'uomo risulta positivo e inviato all'Ospedale Conde de San Juanário. Date le tempistiche di incubazione del virus, le autorità hanno stabilito che l'uomo si sia infettato sul posto di lavoro ad Hong Kong.
Il 4 aprile le autorità confermano il 43º caso di contagio, una donna macaense di 53 anni ritornata dal Portogallo, dove si era recata per andare in visita ai familiari.
Il 44° paziente viene confermato il 5 aprile. Trattasi di un familiare dei pazienti 40 e 41, rispettivamente moglie e figlio del 52enne macaense. Inizialmente posto in isolamento presso una struttura alberghiera, l'uomo venne sottoposto ad alcuni test preliminari ai quali non mostra segni di positività. Dopo la comparsa dei primi sintomi il 3 aprile, quali febbre e tosse, l'uomo viene sottoposto nuovamente al tampone risultando, però, positivo, e di conseguenza spostato all'Ospedale Conde de San Juanário.
L'8 aprile viene diagnosticato il 45º caso di positività, un cittadino macaense di 32 anni residente a Taiwan. Dal 3 marzo l'uomo ha viaggiato in diverse città, tra le quali Hong Kong, Shenzhen, Phnom Penh e Dubai. Il 20 marzo l'uomo ha manifestato i primi sintomi in forma lieve, come tosse e alterazione della temperatura, sintomi che si sono aggravati circa una settimana dopo. Il 7 aprile l'uomo fa ritorno dalla Cambogia con un volo atterrato direttamente a Macao e, una volta riscontrata una temperatura corporea elevata ai controlli in aeroporto, è stato trasferito direttamente al Conde de San Juanário, dove gli viene effettuato il tampone che confermerà la sua positività al COVID-19.
Il 12 aprile vengono dimessi 3 pazienti, portando il numero di guariti a 13. I pazienti sono stati spostati in una struttura apposita dove trascorreranno 14 giorni di quarantena obbligatoria e saranno sottoposti a costanti controlli medici.

## Andamento dei contagi
| Data                                                                     | Data       |  | Numero di casi | Numero di morti |
| ------------------------------------------------------------------------ | ---------- |  | -------------- | --------------- |
| 22-01-2020                                                               | 22-01-2020 |  | 2(N.D.)        |                 |
| ⋮                                                                        | ⋮          |  | 2(=)           |                 |
| 26-01-2020                                                               | 26-01-2020 |  | 5(+150%)       |                 |
| 27-01-2020                                                               | 27-01-2020 |  | 7(+40%)        |                 |
| ⋮                                                                        | ⋮          |  | 7(=)           |                 |
| 02-02-2020                                                               | 02-02-2020 |  | 8(+14.3%)      |                 |
| 03-02-2020                                                               |            |  |                |                 |
| 04-02-2020                                                               | 04-02-2020 |  | 8              |                 |
| 04-02-2020                                                               | 04-02-2020 |  | 10(+25%)       |                 |
| 05-02-2020                                                               |            |  |                |                 |
| 06-02-2020                                                               | 06-02-2020 |  | 10             |                 |
| 06-02-2020                                                               | 06-02-2020 |  | 10(=)          |                 |
| ⋮                                                                        | ⋮          |  | 10(=)          |                 |
| 12-02-2020                                                               | 12-02-2020 |  | 10(=)          |                 |
| 13-02-2020                                                               | 13-02-2020 |  | 10(=)          |                 |
| ⋮                                                                        | ⋮          |  | 10(=)          |                 |
| 16-02-2020                                                               | 16-02-2020 |  | 10(=)          |                 |
| ⋮                                                                        | ⋮          |  | 10(=)          |                 |
| 19-02-2020                                                               | 19-02-2020 |  | 10(=)          |                 |
| ⋮                                                                        | ⋮          |  | 10(=)          |                 |
| 26-02-2020                                                               | 26-02-2020 |  | 10(=)          |                 |
| 27-02-2020                                                               | 27-02-2020 |  | 10(=)          |                 |
| ⋮                                                                        | ⋮          |  | 10(=)          |                 |
| 03-03-2020                                                               | 03-03-2020 |  | 10(=)          |                 |
| ⋮                                                                        | ⋮          |  | 10(=)          |                 |
| 06-03-2020                                                               | 06-03-2020 |  | 10(=)          |                 |
| ⋮                                                                        | ⋮          |  | 10(=)          |                 |
| 15-03-2020                                                               | 15-03-2020 |  | 11(+10%)       |                 |
| 16-03-2020                                                               | 16-03-2020 |  | 11(=)          |                 |
| 17-03-2020                                                               | 17-03-2020 |  | 13(+18.2%)     |                 |
| 18-03-2020                                                               | 18-03-2020 |  | 15(+15.4%)     |                 |
| 19-03-2020                                                               | 19-03-2020 |  | 17(+13.3%)     |                 |
| 20-03-2020                                                               | 20-03-2020 |  | 17             |                 |
| 21-03-2020                                                               | 21-03-2020 |  | 18(+5.9%)      |                 |
| 22-03-2020                                                               | 22-03-2020 |  | 21(+16.7%)     |                 |
| 23-03-2020                                                               | 23-03-2020 |  | 25(+19%)       |                 |
| 24-03-2020                                                               | 24-03-2020 |  | 26(+4%)        |                 |
| 25-03-2020                                                               | 25-03-2020 |  | 30(+15.4%)     |                 |
| 26-03-2020                                                               | 26-03-2020 |  | 33(+10%)       |                 |
| 27-03-2020                                                               | 27-03-2020 |  | 34(+3%)        |                 |
| 28-03-2020                                                               | 28-03-2020 |  | 37(+8.8%)      |                 |
| 29-03-2020                                                               | 29-03-2020 |  | 38(+2.7%)      |                 |
| 30-03-2020                                                               | 30-03-2020 |  | 39(+2.6%)      |                 |
| 31-03-2020                                                               | 31-03-2020 |  | 41(+5.1%)      |                 |
| ⋮                                                                        | ⋮          |  | 41(=)          |                 |
| 03-04-2020                                                               | 03-04-2020 |  | 43(+4.9%)      |                 |
| 04-04-2020                                                               | 04-04-2020 |  | 43(=)          |                 |
| 05-04-2020                                                               | 05-04-2020 |  | 44(+2.3%)      |                 |
| ⋮                                                                        | ⋮          |  | 44(=)          |                 |
| 08-04-2020                                                               | 08-04-2020 |  | 45(+2.2%)      |                 |
| ⋮                                                                        | ⋮          |  | 45(=)          |                 |
| 12-04-2020                                                               | 12-04-2020 |  | 45(=)          |                 |
| 13-04-2020                                                               | 13-04-2020 |  | 45(=)          |                 |
| 14-04-2020                                                               | 14-04-2020 |  | 45(=)          |                 |
| 15-04-2020                                                               | 15-04-2020 |  | 45(=)          |                 |
| 16-04-2020                                                               | 16-04-2020 |  | 45(=)          |                 |
| 17-04-2020                                                               | 17-04-2020 |  | 45(=)          |                 |
| 18-04-2020                                                               | 18-04-2020 |  | 45(=)          |                 |
| 19-04-2020                                                               | 19-04-2020 |  | 45(=)          |                 |
| 20-04-2020                                                               | 20-04-2020 |  | 45(=)          |                 |
| 21-04-2020                                                               | 21-04-2020 |  | 45(=)          |                 |
| 22-04-2020                                                               | 22-04-2020 |  | 45(=)          |                 |
| 23-04-2020                                                               | 23-04-2020 |  | 45(=)          |                 |
| 24-04-2020                                                               | 24-04-2020 |  | 45(=)          |                 |
| 25-04-2020                                                               | 25-04-2020 |  | 45(=)          |                 |
| 26-04-2020                                                               | 26-04-2020 |  | 45(=)          |                 |
| 27-04-2020                                                               | 27-04-2020 |  | 45(=)          |                 |
| 28-04-2020                                                               | 28-04-2020 |  | 45(=)          |                 |
| 29-04-2020                                                               | 29-04-2020 |  | 45(=)          |                 |
| 30-04-2020                                                               | 30-04-2020 |  | 45(=)          |                 |
| 01-05-2020                                                               | 01-05-2020 |  | 45(=)          |                 |
| 02-05-2020                                                               | 02-05-2020 |  | 45(=)          |                 |
| 03-05-2020                                                               | 03-05-2020 |  | 45             |                 |
| 04-05-2020                                                               | 04-05-2020 |  | 45             |                 |
| 05-05-2020                                                               | 05-05-2020 |  | 45             |                 |
| 06-05-2020                                                               | 06-05-2020 |  | 45(=)          |                 |
| ⋮                                                                        | ⋮          |  | 45(=)          |                 |
| 10-05-2020                                                               | 10-05-2020 |  | 45(=)          |                 |
| 11-05-2020                                                               | 11-05-2020 |  | 45(=)          |                 |
| 12-05-2020                                                               | 12-05-2020 |  | 45             |                 |
| 13-05-2020                                                               | 13-05-2020 |  | 45(=)          |                 |
| ⋮                                                                        | ⋮          |  | 45(=)          |                 |
| 16-05-2020                                                               | 16-05-2020 |  | 45(=)          |                 |
| ⋮                                                                        | ⋮          |  | 45(=)          |                 |
| 19-05-2020                                                               | 19-05-2020 |  | 45(=)          |                 |
| ⋮                                                                        | ⋮          |  | 45(=)          |                 |
| 26-06-2020                                                               | 26-06-2020 |  | 46(+2.1%)      |                 |
| ⋮                                                                        | ⋮          |  | 46(=)          |                 |
| 17-07-2020                                                               | 17-07-2020 |  | 46             |                 |
| Fonti: - Special Webpage Against Epidemics - Dati aggiornati: 30.09.2020 |            |  |                |                 |

## Misure preventive
Il 4 febbraio 2020 tutti i casinò di Macao sono stati chiusi per un periodo di 15 giorni.
Tutti i casinò hanno riaperto il 20 febbraio ma il numero di visitatori risultava essere diminuito drasticamente a causa della pandemia, con le strutture ricettive operative solamente al 12% alla fine di febbraio.
I casino di Macao hanno registrato un calo dei guadagni dell'88%, il peggior dato mai registrato.
A partire dal 20 febbraio, il Governo di Macao dispone la chiusura delle frontiere con la Cina continentale
Con effetto dal 18 marzo, il Governo macaense dispone la chiusura delle frontiere a tutti i cittadini stranieri non residenti, eccezione fatta per coloro provenienti dalla Cina continentale, Hong Kong e Taiwan. Già in precedenza Macao aveva predisposto controlli più serrati a tutti coloro che, via mare, terra o aerea, facessero ingresso nel Paese da qualsiasi Paese estero. I cittadini, residenti e non, venivano sottoposti a controlli medici che prevedevano misurazione della temperatura corporea e tampone preliminare. Ai cittadini residenti veniva richiesta la quarantena domiciliare mentre i non residenti venivano dislocati in strutture alberghiere identificate dal governo.

## Controversie

### Cure mediche gratuite per i pazienti provenienti dalla Cina continentale
Durante una conferenza stampa, Ho Iat Seng, il capo dell'esecutivo, ha annunciato che tutti i pazienti dalla Cina continentale godranno di cure mediche gratuite. Questo ha suscitato alcune critiche, soprattutto online, in particolar modo collegate alle preoccupazioni dei cittadini riguardanti lo spostamento di un congruo numero di cittadini cinesi che avrebbero favorito la diffusione del virus. In seguito, il Segretario per l'amministrazione e la giustizia Zhang Yongchun ha annunciato che i pazienti che avessero contratto la COVID-19 avrebbero dovuto pagare le cure, dando loro la possibilità di fare richiesta per l'esenzione al pagamento delle cure e che il governo macense avrebbe analizzato la loro situazione finanziaria. Il primo paziente guarito era una donna di affari di Wuhan. Il Bureau della Sanità di Macao dichiarò che le spese mediche per i cittadini non residenti a Macao sarebbero stati il doppio di quelli che avrebbero dovuto sostenere i residenti. La stessa paziente prima citata fece richiesta per l'esenzione del pagamento di 34.000 patache. Ciò ha scatenato il malcontento degli internauti macanensi, i quali hanno notato che la donna, da foto che la ritraevano mentre lasciava l'ospedale, avrebbe avuto una borsa del valore di almeno 20.000 patache e che, in precedenza, avrebbe alloggiato in un hotel da almeno 1000 patache a notte, asserendo che poteva tranquillamente affrontare le spese mediche. Questo ha dato vita a innumerevoli controversie e il Bureau ha confermato che prenderà una decisione in merito al caso in conformità con la legge.
Vi furono altre controversie legate alla prima paziente, in particolar modo riguardanti le richieste che la donna avrebbe fatto durante la sua permanenza. Secondo alcune indiscrezioni, la donna avrebbe richiesto un piatto tipico della sua città, i reganmian (热干面, pinyin: règānmiàn), portando l'ospedale a reclutare un cuoco dello Hubei per la preparazione della pietanza. Ciò ha generato ulteriori costi per l'ospedale, portando i locali perfino ad invidiare i "servizi a 5 stelle" dei quali la donna ha goduto. A causa di lamentale che si sono create tra gli utenti del web locale e di Hong Kong, il direttore dell'Ospedale Conde de San Juanário, Li Weicheng, ha confermato la notizia dicendo che però tale servizio venne offerto perché era importante seguire l'alimentazione alla quale la donna era abituata, in quanto fondamentale per la sua guarigione. Ha, inoltre, enfatizzato come tutti i pazienti vengano trattati allo stesso modo e che tutte le richieste extra, come i pasti, sono inclusi nei costi delle spese mediche dell'Ospedale che verranno poi richiesti alla paziente.

### Chiusura delle frontiere
Nel momento in cui il Guangdong divenne la seconda provincia cinese per numero di casi di positivi dopo lo Hubei, molti furono i cittadini che richiesero la chiusura dei confini, in considerazione anche del fatto che giornalmente si registravano molti viaggi tra la città di Macao e Zhuhai, nel Guangdong. Nonostante le numero richieste, Ho Iat Seng disse che una chiusura totale non era contemplabile considerando che "Se avessi chiuso i porti, chi avrebbe portato via i nostri rifiuti? Chi avrebbe gestito la sicurezza? Come avremmo avuto prodotti freschi? Queste sono alcune delle questioni sulle quali stiamo ragionando per trovare una soluzione."

### Chiusura dei parchi
Durante il febbraio 2020, per prevenire la diffusione del virus, il governo annunciò la chiusura di tutti i parchi cittadini e nazionali, in modo da evitare assembramenti e ridurre i rischi di infezione. Molti furono i cittadini che non furono d'accordo con questa scelta del governo, asserendo che i rischi di contagio fuori dalla città erano molto bassi e che l'impossibilità di uscire, anche solo per una boccata d'aria fresca, avrebbe scaturito altre malattie. Il centro per il controllo e la prevenzione delle malattie dichiarò che il virus poteva essere trasmesso anche tramite le ringhiere e staccionate nei parchi, che sarebbe stato difficile indossare una mascherina durante l'attività fisica e che, nel caso in cui si incontrasse un amico, sarebbe stato difficile non intercorrere una conversazione e a distanze anche ravvicinate. Il governo ha, in seguito, deciso anche di chiudere tutte le strutture ricreative per evitare la trasmissione tra la comunità.
Il 17 febbraio il governo ha annunciato la riapertura di tutti i casinò, prevista per il 20 dello stesso mese, informando anche che, però, la situazione epidemia rimaneva grave e non andava sottovalutata, esortato i cittadini a rimanere a casa. Oltretutto, parchi e altre strutture ricreative pubbliche non avrebbero riaperto. In risposta a questi provvedimenti, alcuni residenti iniziarono a chiedersi se queste misure fossero effettivamente contraddittorie, considerando che il governo non permetteva ai cittadini di andare al parco ma dava loro la possibilità di andare ai casinò a scommettere. Il governo fece poi sapere che la scelta di riaprire i casinò venne fatta dopo attente valutazione e che rispondeva alle necessità di bilanciare i provvedimenti per prevenire l'epidemia e le necessità lavorative dei locali, i quali sarebbero dovuti tornare al lavoro con la consapevolezza di dover sottostare a misure di sicurezza che li scongiurassero dalla possibilità di infezione. Il governo ha in seguito annunciato che alcuni parchi avrebbero riaperto a partire dal 19 febbraio.